# Estación Capilla del Sauce
Estación Capilla del Sauce es una pequeña localidad uruguaya del departamento de Florida. 

## Ubicación
La localidad se encuentra situada en la zona norte del departamento de Florida, próxima al arroyo Sauce del Yí, junto a la estación de trenes que le da nombre y 1.5 km al norte de la localidad de Capilla del Sauce por la ruta 6.

## Población
| -             | - | - | - | 49 | 40 |
| (Fuente: INE) |   |   |   |    |    |